# Горна Брезница
Вижте пояснителната страница за други значения на Брезница.
Го̀рна Брѐзница е село в Югозападна България, община Кресна, област Благоевград. До 1971 година името на селото е Брезница.

## География
Село Горна Брезница е разположено в полите на Малешевска планина. На 3 километра от селото се намира град Кресна, през който минава главен път Е-79.

## История
В края на XIX век Брѣзница е село в състава Петричката кааза на Серския санджак.
В 1891 година Георги Стрезов пише за селото:
| „ | Брезница, село на СЗ от Мелник на разстояние от 10 часа, до самия бряг на река Струма. Къщи 115, 2/3 турци и 1/3 българе. | “ |

Съгласно статистиката на Васил Кънчов („Македония. Етнография и статистика“) към 1900 година в него живеят 300 българи-християни и 460 българо-мохамедани.
През 1913 година по време на Междусъюзническата война селото е завзето и опожарено от гръцката армия.
В 1923 година е осветена църквата „Свети Атанасий“.
В селото е живял и е погребан Александър Климов Христов, български революционер, роден в село Лъжани, Стружко – войвода в Илинденско-Преображенското въстание, осъден на 101 години затвор от Османската държава след потушаването му. Установява се в село Горна Брезница през 1918 година, където е назначен за учител. През 2003 година в селото е издигнат паметник в негова чест, по случай 100 години от избухване на въстанието.

## Население

### Етнически състав
Преброяване на населението през 2011 г.
Численост и дял на етническите групи според преброяването на населението през 2011 г.:
|                     | Численост |
| Общо                | 564       |
| Българи             | 453       |
| Турци               | -         |
| Цигани              | -         |
| Други               | -         |
| Не се самоопределят | -         |
| Неотговорили        | 108       |

## Забележителности
На 2 километра от село Горна Брезница, в местността „Илин Чешма“ се намира параклисът „Свети Пророк Илия“. На 20 юли се прави курбан в местността „Илин Чешма“, а на 2 август се провежда съборът на село Горна Брезница. В селото има основно училище „Христо Ботев“, помощно училище, библиотека и селска баня.
Горна Брезница има свой футболен отбор, който се нарича Балкан. Отборът играе своите домакински мачове на стадион „Буйна Парк“, който се намира в края на селото.

## Личности
Родени в Горна Брезница
- Антон Попов (1928-2016), български общественик и журналист, деец на МПО
- Димитър Попов (1936-2001), български общественик и журналист, деец на МПО
- Найден Иванов Попов, ръководител на ВМРО в с. Горна Брезница. Собственик на кръчма, бакалия и касапница в селото, баща на Антон Попов и Димитър Попов[8]
- Митре Петров (1899 - 1929), български революционер от ВМРО
- Стоян Тодоров, деец на ВМОРО, куриер на Яне Сандански, убит на премка, намираща се западно от местността Габровица в Крупнишката планина, която днес се казва Стоянова премка на негово име[9]

Починали в Горна Брезница
- Александър Климов (1881 – 1967), български революционер, войвода на ВМОРО